# تولید پیوسته
تولید پیوسته، (به انگلیسی: Continuous production) یکی از روش‌های تولید انبوه است که برای ساخت، تولید یا پردازش مواد، بدون هیچ قطعی و توقفی، به کار می رود. تولید پیوسته، یک فرایند پیوسته یا یک پردازش جریان پیوسته نامیده می شود. چرا که مواد، چه حجم‌ها خشک و چه سیالاتی که پردازش می شوند، به‌طور پیوسته در حرکت، در حال انجام واکنش‌های شیمیایی، یا در معرض عملیات‌های مکانیکی یا حرارتی هستند. این نوع پردازش و تولید قطعه، در مقابل روش تولید دسته‌ای قرار می‌گیرد.
پیوسته، معمولاً به معنی کارکرد در ۲۴ ساعت شبانه روز و ۷ روز هفته با توقف‌های اندک به منظور تعمیر و نگه داری، در حد سالانه یا نیم سالانه است. بعضی از کارخانه‌های شیمیایی می توانند به مدت یک یا دو سال بدون توقف کار کنند. کوره‌های انفجاری می توانند ۴ تا ۱۰ سال بدون توقف کار کنند.

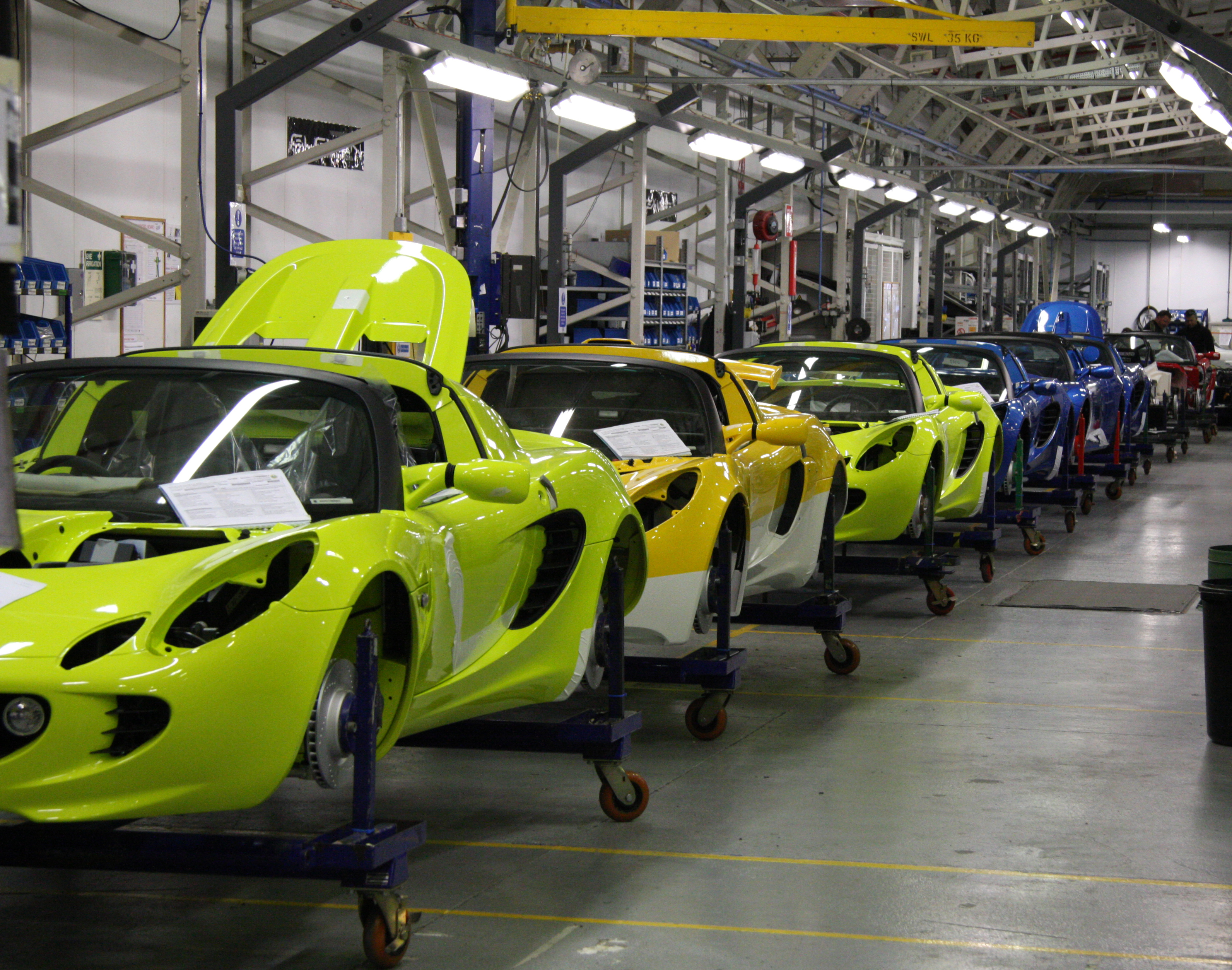
تولید خودرو لوتوس به روش پیوسته

## فرایندهای مرسوم پیوسته
چند فرایند و محصول مرسوم که به روش پیوسته انجام یا تولید می شوند در زیر آورده شده اند:
- پالایش نفت
- مواد شیمیایی
- الیاف مصنوعی
- کودها
- خمیر کاغذ
- کوره‌های انفجاری (آهن)
- گدازگری فلزات
- نیروگاه‌ها
- فرایندهای پالایش گاز طبیعی
- عملیات تصفیه بهداشتی فاضلاب
- ریخته‌گری پیوسته فولاد
- کوره دوار برای تکلیس آهک یا سیمان
- شیشه‌های شناور

کارگران در کارخانه های تولید پیوسته معمولاً در شیفت‌های چرخشی کار می کنند.
فرایندها به دلایل عملی و همچنین اقتصادی به‌طور پیوسته انجام می شوند. اکثر این صنایع سرمایه در گردش زیادی دارند و بنابراین مدیران بسیار نگران از دست دادن زمان‌های کاری این نوع کارخانه‌ها هستند.
خاموش کردن و راه اندازی مجدد بسیاری از فرآیندهای پیوسته، باعث تولید محصولات خارج از کیفیتی می شود که باید مجدداً پردازش یا دور ریخته شوند. بسیاری از مخازن، شناورها و لوله ها به علت واکنش‌های شیمیایی ناخواسته، ته‌نشینی مواد معلق یا تبلور و سخت شدن مواد، نمی توانند خالی از مواد قرار گیرند. همچنین دما و فشارهای حاصل از خاموش کردن و راه اندازی مجدد در چرخه فرآیندهای انجام شده در تجهیزاتی چون کوره‌های خطی، دیگ‌های بخار، کوره های انفجاری، شناورهای فشاری و… می تواند باعث خستگی فلزات یا مشکلات دیگر حاصل از دما و فشار چرخه ای شود.
در عملیات‌های پیچیده‌تر، فرآیندهای توقف کارکرد و راه اندازی‌های متوالی وجود دارند که باید به ترتیب انجام شوند تا به پرسونل و تجهیزات آسیبی وارد نشود. به‌طور کلی، یک خاموش کردن و راه اندازی مجدد می تواند چند ساعت به طول بینجامد.
فرآیندهای پیوسته از کنترل فرایند برای خودکارسازی و کنترل متغیرهای عملیاتی مانند دبی ها، سطح مواد در مخازن، فشارها، دماها و سرعت ماشین‌ها استفاده می کنند.

## فرایندهای نیمه پیوسته
بسیاری از فرایندها مانند خط های سرهم سازی و ساخت و تولید سبک که می توانند به راحتی متوقف و مجدداً راه اندازی شوند، امروز در دسته نیمه پیوسته قرار می گیرند. این‌ها می توانند در صورت نیاز به مدت یک یا دو شیفت کار کنند.

## تاریخچه
قدیمی ترین فرآیندهای جریان پیوسته، تولید آهن خام در کوره انفجاری است. کوره انفجاری به‌طور متناوب با سنگ معدن، سوخت و دیگر افزودنی‌ها شارژ می‌شود و برای تولید آهن خام مذاب و سرباره استفاده می شود. اما واکنش شیمیایی کاهش آهن و سیلیکون و در ادامه افزودن اکسیژن به سیلیکون پیوسته‌است.
فرآیندهای نیمه پیوسته، مانند تولید ماشینی سیگار، زمانی که ظهور کردند، پیوسته نامیده می شدند.
بسیاری از فرآیندهای حقیقتا پیوسته امروزی، در اصل عملیات‌های شاخه ای (Batch operations) بودند.

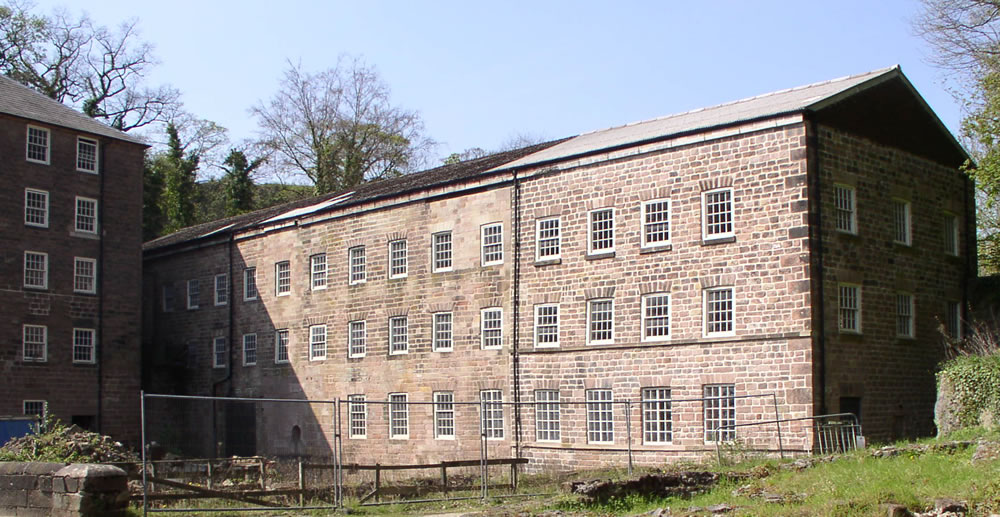
کارخانه تولید آرد Cromford mill. ساخته ۱۷۷۱.

کارخانه Cromford mill ساخته ۱۷۷۱، طراحی شده توسط Richard Arkwright، اولین کارخانه ای بود که از فرایند تولید پیوسته از مواد خام برای تولید محصولات در طی چند مرحله استفاده کرد.
نوع خاصی از دستگاه کاغذسازی که در سال ۱۷۹۹ اختراع شد، از اولین فرآیندهای پیوسته در عصر انقلاب صنعتی بود. این دستگاه تار پیوسته ای از کاغذ که شکل دهی شده و تحت فشار قرار گرفته و خشک شده بود را به شکل رول می پیچید. قبل تر کاغذ در ورق های تکی تولید می شد. ماشین تولید کاغذ بقیه فرآیندهای پیوسته همچون، رول کردن پیوسته آهن و سپس فولاد را تحت تأثیر قرار داد.
یکی دیگر از اولین فرآیندهای پیوسته، کارخانه تولید آرد Oliver Evans بود که کاملاً مکانیزه و خودکار بود.
تولید مواد شیمیایی و پالایش نفت در ابتدا به صورت دسته ای انجام می شد تا جایی که کنترل فرایند به اندازه کافی توسعه یافت و قابلیت کنترل از راه دور و اتوماسیون برای فرآیندهای پیوسته در دسترس قرار گرفت. فرایندها شروع به انجام شدن به صورت پیوسته در قرن ۱۹ کردند. در ابتدای قرن بیستم، فرآیندهای پیوسته، مرسوم شده بودند.

## خاموش کردن
علاوه بر تعمیر و نگه داری، خاموش کردن نیز زمانی که تغییراتی در فرایندها اتفاق میفتد، انجام می شود. این شامل نصب کردن تجهیزات جدید در جریان فرایند اصلی یا ارتباط دادن یا تدارک دیدن برای ارتباط دادن زیر فرایندها یا تجهیزاتی که می توانند در جریان انجام فرایند نصب شوند، می شود.
خاموش کردن فرآیندهای پیچیده ممکن هفته‌ها یا ماه‌ها برنامه‌ریزی لازم داشته باشد. به‌طور معمول، ملاقات‌هایی برای هماهنگی و برنامه‌ریزی انجام می شود. این‌ها معمولاً بخش‌هایی چون نگه داری، قدرت، مهندسی، ایمنی و واحدهای اجرایی را در بر میگیرد. همه کار طبق برنامه ای منظم انجام می شود که همه حرفه‌ها، چون نصاب‌های لوله‌ها و آسیاب‌ها، برق کارها، مکانیک‌ها، کارگران و غیره و تجهیزات ضروری مانند جرثقیل‌ها، تجهیزات جابجایی، کمپرسورهای هوا، ماشین‌های جوش، داربست‌ها و غیره و همه مواد مانند قطعات هدر رفته، فولادها، لوله‌ها، سیم‌ها، بادامک‌ها و پیچ‌ها و غیره و تدارکاتی برای توان و قطع آن را ادغام می کند. معمولاً یک یا چند پیمان کار مقداری از کار را انجام می دهند. به ویژه اگر تجهیزات جدید نصب شوند.

## ایمنی
ملاحظات ایمنی به‌طور معمول قبل یا در جریان خاموش کردن، انجام می شوند. دیگر اندازه‌گیری‌های ایمنی شامل تدارک دیدن تهویه کافی برای محیط‌های گرم یا محیط‌هایی که اکسیژن ممکن است خالی شود یا گازهای سمی ممکن است حضور داشته باشند و چک کردن شناورها یا دیگر محیط‌های بسته برای داشتن سطح اکسیژن کافی و اطمینان از عدم حضور گازهای سمی و انفجار پذیر می شوند. هر ماشینی که قرار است روی آن کاری انجام شود، باید از برق قطع باشد. این قطعی معمولاً از قسمت استارت موتور انجام می شود تا موتور نتواند کار کند. یک کار معمول قرار دادن قفل روی استارتر موتور است که تنها می تواند توسط فرد یا افرادی که با انجام کار در خطر قرار می گیرند باز شود. ابزارهای قطع برق دیگر شامل برداشتن کوپلینگ بین موتور و تجهیزات یا استفاده از ابزارهای مکانیکی برای جلوگیری از حرکت تجهیزات است. فلکه‌های لوله‌ها به شناورهایی که کارگران به آنها وارد می شوند، به هم متصل و قفل شده اند، مگر این که ابزارهای دیگری برای اطمینان از این که چیزی وارد لوله‌ها نمی شود، به کار گرفته شوند.

## پردازش کننده پیوسته (تجهیزات)
تولید پیوسته می تواند به کمک پردازش کننده پیوسته تکمیل شود. پردازش کننده های پیوسته برای مخلوط کردن محصولات غلیظ بر پایه پیوسته بودن به کمک ترکیبی از عمل انتقال و مخلوط کردن طراحی شده اند. پاروهای درون محفظه اختلاط بر دو شفت همزمان چرخنده سوار شده اند که مسئول هم زدن و اختلاط مواد هستند. محفظه‌ها و پاروها طوری قرار داده شده اند که پاروها یک عمل خود پاک کن بین خودشان انجام دهند به طوری که تجمع مواد را به حداقل برسانند، مگر در فضای کاری عادی قطعات متحرک. محفظه‌ها همچنین ممکن است سرد یا گرم شوند تا چرخه اختلاط را بهبود بخشند. بر خلاف یک اکسترود کننده، در پردازش کننده پیوسته فضای خالی اختلاط در تمام طول محفظه، ثابت است تا اختلاط بهتر صورت گیرد و فشار صفر یا بسیار اندک باشد. پردازش کننده پیوسته با اندازه‌گیری پودرها، گرانول‌ها، مایعات و غیره درون محفظه اختلاط ماشین کار می کند. تعدادی متغیر به پردازش کننده پیوسته این اجازه را می دهند که برای قسمت زیادی از عملیات‌های اختلاط، همه‌کاره باشند:
1. دمای محفظه
2. سرعت همزن
3. سرعت افزودن مواد و دقت آن
4. زمان نگه داری (تابع سرعت افزودن و حجم محصولات درون محفظه اختلاط است)